# Suining
Suining (cinese: 遂宁; pinyin: Sùiníng) è una città-prefettura della Cina nella provincia del Sichuan.